# Siccia nigropunctata
Siccia nigropunctata är en fjärilsart som beskrevs av Hans Daniel Johan Wallengren 1860. Siccia nigropunctata ingår i släktet Siccia och familjen björnspinnare. Inga underarter finns listade i Catalogue of Life.